# Thinobius miricornis
Thinobius miricornis är en skalbaggsart som beskrevs av Cameron 1913. Thinobius miricornis ingår i släktet Thinobius och familjen kortvingar. Inga underarter finns listade i Catalogue of Life.